# Saint-Ost
Saint-Ost település Franciaországban, Gers megyében. Lakosainak száma 91 fő (2022. január 1.). Saint-Ost Viozan, Aujan-Mournède, Cuélas, Ponsan-Soubiran és Sainte-Aurence-Cazaux községekkel határos.

## Népesség
A település népessége az elmúlt években az alábbi módon változott:
| Lakosok száma | 137  | 105  | 94   | 82   | 86   | 80   | 87   | 89   | 87   | 91   |
|               | 1968 | 1982 | 1990 | 2006 | 2013 | 2015 | 2017 | 2019 | 2020 | 2022 |